# لبانون (اوهایو)
لبانون(به انگلیسی: Lebanon) شهری در ایالت اوهایو کشور ایالات متحده آمریکا است که جمعیت آن در سرشماری سال ۲۰۱۰ میلادی، ۲۰٬۰۳۳ نفر بوده‌است.